# Picton River
Der Picton River ist ein Fluss im Süden des australischen Bundesstaates Tasmanien.

## Geografie

### Flusslauf
Der fast 58 Kilometer lange Picton River entspringt an den Nordhängen des Pinders Peak im äußersten Südosten des Southwest-Nationalparks. Von dort fließt er nach Norden und bildet in seinem Mittellauf die Westgrenze des Hartz-Mountains-Nationalparks. Östlich des Southwest-Nationalparks mündet er in den Huon River.

### Nebenflüsse mit Mündungshöhen
Der Picton River hat folgende Nebenflüsse:
- Roberts River – 318 m
- Pattersons Creek – 241 m
- Hartz Creek – 225 m
- Farmhouse Creek – 136 m
- Cook Creek – 120 m

## Tahune Forest AirWalk
An der Mündung in den Huon River gibt es den Tahune Forest AirWalk, ein System von Stegen, auf denen man knapp unterhalb der Baumwipfel wandern kann.